# Endochilus compater
Endochilus compater – gatunek chrząszcza z rodziny biedronkowatych i podrodziny Coccinellinae.
Gatunek ten został opisany w 1910 roku przez Juliusa Weise'a.
Chrząszcz o ciele długości od 5,3 do 5,6 mm. Głowa czarna z brązowawymi czułkami i wargą górną. Przedpelcze czarne, bardzo szeroko obrzeżone. Obrzeżenia pokryw szerokie, gęsto i długo oszczecinione. Pokrywy jaskrawoczerwone z czarnym obrzeżeniem. Linie zabiodrza na pierwszym widocznym sternicie odwłoka na środku szeroko rozdzielone. U obu płci widoczne 5 sternitów odwłokowych, przy czym u samic krawędź tylna piątego jest zaokrąglona. Prącie niepiłkowane przed falistym wierzchołkiem.
Gatunek afrotropikalny, znany z Gwinei Równikowej i Kamerunu.